# Milan Puzrla
Milan Puzrla (18. dubna 1946 Veselí nad Moravou – 24. května 2021) byl československý reprezentant v dráhové i silniční cyklistice. Trenér Pavel Doležel ho charakterizoval slovy: „Byl vynikající tempař i časovkář. V týmu tvrdil morálku i dobré klima.“
Vyučil se opravářem lokomotiv, závodil za Slovan Bratislava, Duklu Pardubice a TJ Favorit Brno. Získal dvě bronzové medaile ve stíhačce družstev na mistrovství světa v dráhové cyklistice: v roce 1965 s ním byli v týmu Jiří Daler, František Řezáč a Miloš Jelínek, v roce 1974 Michal Klasa, Petr Kocek a Jaromír Doležal. V roce 1970 se podílel na historicky první medaili pro Československo na mistrovství světa v silniční cyklistice, když spolu s Petrem Matouškem, Františkem Řezáčem a Jiřím Mainušem obsadili v časovce družstev na sto kilometrů druhé místo za čtveřicí SSSR. Puzrla startoval také na třech olympiádách: v roce 1968 byl pátý ve stíhačce družstev, v roce 1972 v individuální stíhačce po defektu vypadl v osmifinále a v roce 1976 byl členem družstva v silniční časovce, které obsadilo páté místo. Také vyhrál spolu s Jiřím Mikšíkem mezinárodní šestidenní závod dvojic na brněnském velodromu v letech 1972 a 1973 a s Jiřím Mikšíkem mezinárodní šestidenní závod dvojic v Curychu.
Po ukončení aktivní kariéry působil jako trenér v Trenčíně, poté pracoval v JZD Slušovice a živil se také provozováním taxislužby. Žil v Lanžhotě.